# اپکن وسمکن
اپکن (پارسی میانه: Apakan) یکی از نجیب‌زادگان ساسانی در سده چهارم میلادی در زمان حکومت شاپور دوم و یک وسمکن بود. اپکن در سال ۳۶۳ میلادی پس از انعقاد پیمان صلح ایران و روم و شکست سورن پهلو به ارمنستان فرستاده شد اما او نیز از ارتش واساک مامیکونیان شکست خورد و کشته شد.